# Przełęcz pod Panieńskim Czubem
Przełęcz pod Panieńskim Czubem – przełęcz położona na terenie Pogórza Przemyskiego na wysokości 437 m n.p.m., pomiędzy szczytami Panieńskiego Czuba (501 m n.p.m.) a Smyczala (459 m n.p.m.). Przez przełęcz nie biegnie żaden znakowany szlak turystyczny, prowadzi jedynie ścieżka przyrodnicza "Kamionka", prowadząca na teren rezerwatu przyrody Krępak.